# Binny y el fantasma
Binny und der Geist (Binny y el fantasma en España) fue una serie de televisión alemana, producida por la UFA Fiction para Disney Channel Alemania. El episodio piloto se lanzó el 23 de marzo de 2013 y el estreno oficial de la serie tuvo lugar el 26 de octubre de 2014. En enero de 2015 fue renovada para una segunda temporada, la cual fue estrenada el 10 de abril de 2016.

## Sinopsis
Binny Baumann, después de mudarse a una vieja casa en Berlín, descubre que en su cuarto vive un fantasma llamado Melchior. Él no recuerda cómo se convirtió en un fantasma y por eso pide ayuda a Binny para reconstruir su pasado. Los dos juntos resuelven enigmas, revelan misterios e investigan crímenes cometidos.

## Elenco y personajes
- Binny Baumann (Merle Juschka) es valiente, inteligente y curiosa. Ella adora resolver enigmas y decide ayudar a Melchior a descubrir como se convirtió en un fantasma.
- Melchior (Johannes Hallervorden) es un espíritu encantador, egocéntrico, que nació en 1899 y no envejeció desde entonces. Después que él descubre que Binny puede verlo, le pide para ayudar a descubrir más sobre su pasado.
- Wanda Baumann (Katharina Kaali) es la madre de Binny. Ella es optimista e intenta pasar esa energía positiva a su familia.
- Ronald Baumann (Steffen Groth) es el padre de Binny. Es torpe y alegre. Además es un fanático por el fútbol.
- Luca Schuster (Eliz Tabea Thrun) es la mejor amiga de Binny. Odia la injusticia y no sabe el secreto de Binny.
- Hubertus van Horas (Stefan Weinert) es el villano, su objetivo es gobernar el mundo, pero para esto debe tener en su poder todos los relojes de bolsillo. No se detiene ante nada para llegar a lo que quiere.
- Bodo (Stefan Becker) es el compañero de Hubertus, es leal a él y lo ayuda en sus planes malvados.

## Producción
En 2012 Disney Channel Alemania tuvo la intención de producir una serie de televisión. La idea para la serie vino la mente la Steffi Ackermann y Vivien Hoppe. El 8 de noviembre de 2012 se anunció que Binny und der Geist sería producida y al día siguiente, comenzó a ser rodado el episodio piloto en Berlín. Tras el éxito del episodios piloto de la serie, los escritores decidieron escribir doce episodios más para la primera temporada. Además, se decidió que la serie sería emitida en la cadena Disney Channel de distintos países.

## Episodios
| Temporada | Temporada | Episodios | Alemania            | Alemania            | España                | España | Latinoamérica | Latinoamérica |
| Temporada | Temporada | Episodios | Inicio              | Final               | Inicio                | Final  | Inicio        | Final         |
| --------- | --------- | --------- | ------------------- | ------------------- | --------------------- | ------ | ------------- | ------------- |
|           | 1         | 13        | 23 de marzo de 2013 | 18 de enero de 2015 | 12 de octubre de 2015 | TBA    | TBA           | -             |
|           | 2         | 10        | 10 de abril de 2016 | 15 de mayo de 2016  | -                     | -      | TBA           | TBA           |

## Doblaje al español
| Doblaje en España  | Doblaje en España     | Doblaje en España |
| Personaje          | Interpretado por      | Actor de Doblaje  |
| ------------------ | --------------------- | ----------------- |
| Binny Baumann      | Merle Juschka         | Gema Carballedo   |
| Melchior           | Johannes Hallervorden | Artur Palomo      |
| Wanda Baumann      | Katharina Kaali       | Susana Cantos     |
| Ronald Baumann     | Steffen Groth         | Fernando Castro   |
| Luca Schuster      | Eliz Tabea Thrun      | Sara Iglesias     |
| Hubertus van Horas | Stefan Weinert        | Joseba Pinela     |
| Bodo               | Stefan Becker         | Claudio Serrano   |